# Tiger Force

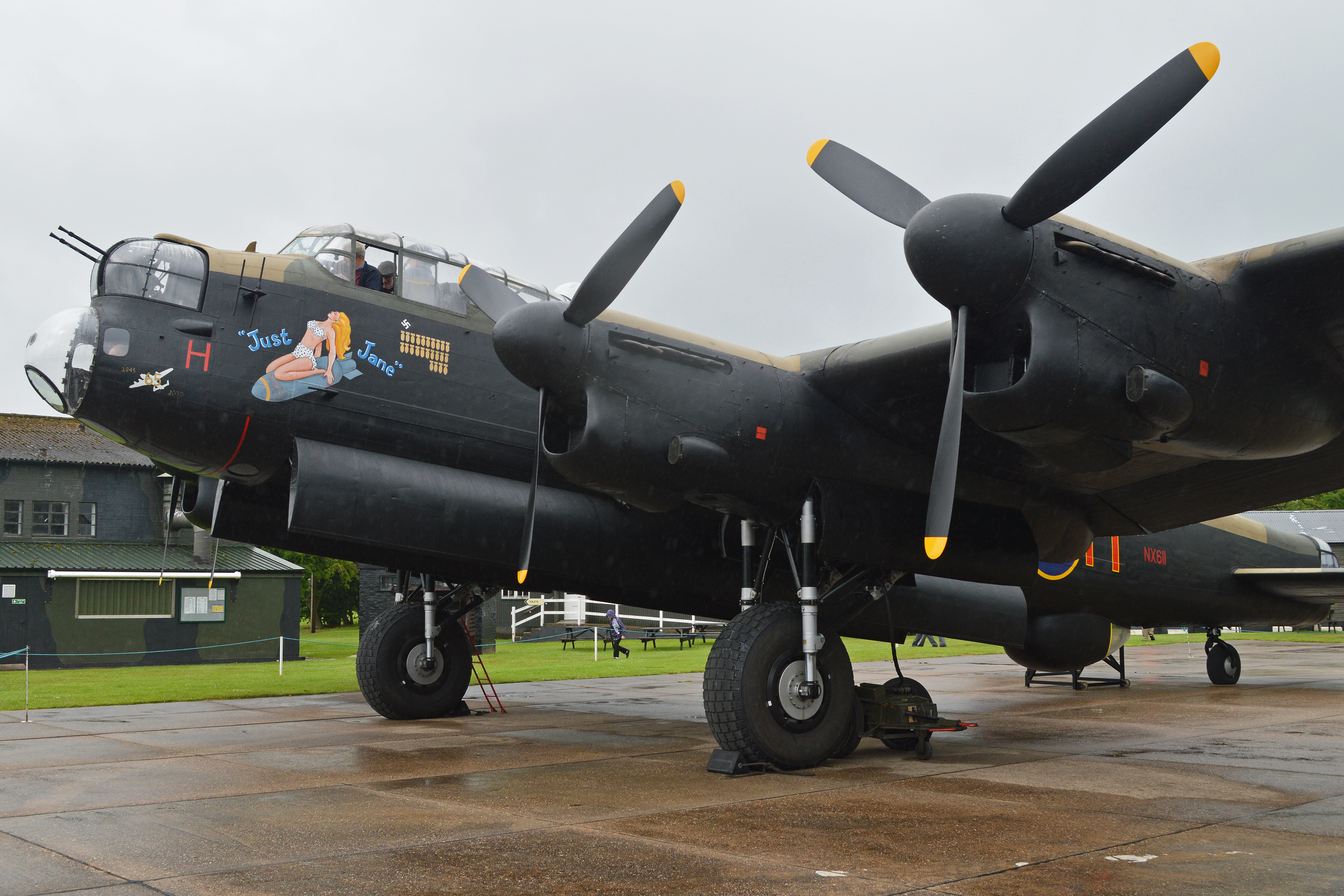
Un Avro Lancaster affecté à la Tiger Force.

La Tiger Force, ou Very Long Range Bomber Force est une force aérienne constituée à la fin de la Seconde Guerre mondiale par les pays du Commonwealth dans le but de participer aux côtés des États-Unis à des opérations de bombardement contre le Japon. Si des unités sont effectivement déployées dans le Pacifique, cette force n'est pas opérationnelle à temps pour participer effectivement aux combats.

## Origine
Lors de la Conférence de Québec en 1944, les Britanniques proposent de transférer dans le Pacifique, une fois la guerre en Europe terminée, une partie de leurs bombardiers lourds, pour participer à la guerre contre le Japon. Les Australiens, Canadiens et Néo-zélandais suivent cet engagement accueilli par les représentants américains.

## Aspects techniques et opérationnels
La base opérationnelle de cette force devait être l'Île Okinawa. Le maréchal Hugh Pughe Lloyd (en) est nommé à la tête de la Tiger Force en novembre 1944. Vingt-deux escadrons lui sont affectés : onze britanniques, huit canadiens, deux australiens et un néo-zélandais. Les bombardiers dont disposent ces unités sont des Avro Lancaster, Avro Lincoln et Consolidated B-24 Liberator. Ces appareils ne disposent pas du même rayon d'action que les Boeing B-29 Superfortress, il est donc envisagé, pour parer à ce manque d'autonomie, de recourir au ravitaillement en vol, une technique expérimentée à plusieurs reprises avant la guerre, mais qui n'a encore jamais été déployée militairement.